# Araneus guessfeldi
Araneus guessfeldi là một loài nhện trong họ Araneidae.
Loài này thuộc chi Araneus. Araneus guessfeldi được Ferdinand Karsch miêu tả năm 1879.